# Diaphoropeza peruana
Diaphoropeza peruana là một loài ruồi trong họ Tachinidae.